# Turning to Crime
Turning to Crime je dvacátýmdruhým studiovým albem skupiny Deep Purple, vydaným 26. listopadu 2021. Je celé složeno z cover verzí, a je posledním albem Deep Purple na kterém spolupracoval kytarista Steve Morse než v červenci 2022 skupinu z rodinných důvodů opustil.
Vytvoření alba Turning to Crime z cover verzí písní různých umělců bylo nápadem Boba Ezrina, který byl producentem skupiny Deep Purple od roku 2013.

## Seznam stop
| Nr. | Titul | Původní interpret                                                                                         | Délka |
| --- | --- | --- | ----- |
| 1.  | 7 and 7 Is                                                                                                  | Love | 2:28  |
| 2.  | Rockin’ Pneumonia and the Boogie Woogie Flu                                                                 | Huey „Piano“ Smith                                                                                        | 3:15  |
| 3.  | Oh Well | Fleetwood Mac                                                                                             | 4:31  |
| 4.  | Jenny Take a Ride!                                                                                          | Mitch Ryder                                                                                               | 4:36  |
| 5.  | Watching the River Flow                                                                                     | Bob Dylan                                                                                                 | 3:03  |
| 6.  | Let the Good Times Roll                                                                                     | Ray Charles                                                                                               | 4:22  |
| 7.  | Dixie Chicken                                                                                               | Little Feat                                                                                               | 4:43  |
| 8.  | Shapes of Things                                                                                            | The Yardbirds                                                                                             | 3:40  |
| 9.  | The Battle of New Orleans                                                                                   | Johnny Horton                                                                                             | 2:51  |
| 10. | Lucifer | Bob Seger                                                                                                 | 3:45  |
| 11. | White Room                                                                                                  | Cream | 3:45  |
| 12. | Caught in the Act (Medley: Going Down / Green Onions / Hot ’Lanta / Dazed and Confused / Gimme Some Lovin’) | Freddie King / Booker T. & the M.G.’s / The Allman Brothers Band / Led Zeppelin / The Spencer Davis Group | 7:49  |

## Obsazení
Viz discogs
Deep Purple
- Ian Gillan – zpěv (všechny stopy), doprovodný zpěv (2, 4, 5, 7, 8, 10, 11), perkusy (3, 7)
- Steve Morse – kytary (všechny stopy), zpěv (9)
- Roger Glover – baskytara (všechny stopy), klávesy (1), doprovodný zpěv a perkusy (7), zpěv (9)
- Ian Paice – bicí (všechny stopy)
- Don Airey – klávesy (všechny stopy)

Ostatní hudebníci
- Bob Ezrin – doprovodný zpěv (2, 5, 7, 8, 10–12), zpěv (9)
- Leo Green – tenor saxofon (2, 6), aranže dechových nástrojů (2)
- Matt Holland – trumpeta (2, 6)
- Nicole Thalia – doprovodný zpěv (4, 6, 12)
- Marsha B. Morrison – doprovodný zpěv (4, 6, 12)
- Gina Forsyth – housle (9)
- Bruce Daigrepont – squeeze box (9)
- Julian Shank – perkusy (10)